# Hieronymus Müller (Philologe)
Hieronymus Müller (* 7. Juni 1785 in Auerstedt; † 24. Januar 1861 in Naumburg (Saale)) war ein deutscher Philologe und Übersetzer.
Müller war der Sohn eines Predigers und wuchs in Auerstedt und nach Versetzung des Vaters in Schmira auf. Er besuchte zunächst das Gothaer Gymnasium und später als Primaner das Wilhelm-Ernst-Gymnasium in Weimar, wo er Schüler von Karl August Böttiger wurde, der ihn von der Philologie als Studienfach überzeugte. 1802 begann er seine Studien an der Georg-August-Universität Göttingen bei Christian Gottlob Heyne und wechselte 1805 an die Universität Halle, wo er Schüler von Friedrich August Wolf wurde. Mit Auflösung der Universität in Halle bezog er die Universität Erfurt. In Erfurt war sein Vater als Pastor an der Hospitalkirche und als Direktor des evangelischen Ratsgymnasiums tätig. Hieronymus Müller promovierte 1807 in Erfurt zum Dr. phil. und trat seine erste Stelle als Professor am Ratsgymnasium an. 1811 wurde er Konrektor des Domgymnasiums Naumburg und blieb hier bis Michaelis 1850. Er warf sich in seine Gelehrtentätigkeit und übersetzte in Naumburg zahlreich Werke aus alten und neuen Sprachen ins Deutsche. Über seinen Ruhestand hinaus blieb er der wissenschaftlichen Arbeit insbesondere als Übersetzer Platons verbunden. Die Einleitungen zu den Dialogen dieser bei F.A. Brockhaus (1850–1866) in Leipzig erschienenen Übersetzung schrieb sein Kollege Karl Heinrich August Steinhart aus Schulpforta. Der letzte, achte Band dieser Übersetzung erschien post mortem 1866, herausgegeben von seinem Sohn Friedrich Hieronymus Müller, der Professor am Stiftsgymnasium Zeitz war.
Müller war verheiratet mit Johanna Rosina Sophia (* 1787; † unbekannt), eine Tochter des Erfurter Geistlichen Kaspar Friedrich Lossius.